# Refuge du Plan de la Lai
Das Refuge du Plan de la Lai ist eine Schutzhütte der Sektion Albertville des Club Alpin Français. Sie liegt in Frankreich im Département Savoie in der Region Auvergne-Rhône-Alpes im Beaufortain-Gebirge.

## Merkmale und Informationen
Die Hütte wird in den Sommermonaten bewartet. Im weiteren Verlauf des Jahres bleibt die Anlage jedoch für die Öffentlichkeit zugänglich. Wanderer finden hier Gas, Geschirr, Brennholz und einen Ofen.

## Zugang
Um die Hütte zu erreichen, muss man etwas über den Lac de Roselend hinausgehen. Auf etwa 240 m Höhe, unweit des Cormet de Roselend auf der Straßenseite, zweigt der Weg von der Straße ab.

## Übergänge
Diese Schutzhütte befindet sich auf mehreren großen Wanderrouten:
- Die Tour du Beaufortain
- Die Reiseroute des GR 5 (Fernwanderweg)

## Besondere Merkmale
Wanderer können über den Hüttenwart eine Reservierung für eine der beiden Jurten in der Nähe der Schutzhütte erhalten.